# کاپیتان بلاد (فیلم ۱۹۳۵)
کاپیتان بلاد (انگلیسی: Captain Blood) محصول سال ۱۹۳۵ آمریکای فیلمی سیاه و سفید با محوریت دزدان دریایی است. کارگردانی این فیلم را مایکل کورتیز و تهیه‌کنندگی‌اش را هری جو براون و گوردون هولینگشد بر عهده داشته‌اند. ارول فلین در این فیلم نقش پیتر بلاد را بر عهده داشته‌است.

## فیلم‌نامه
فیلمنامهٔ این فیلم اقتباسی از رمان کاپیتان بلاد نوشتهٔ رافائل ساباتینی است که داستان یک پزشک زندانی و دیگر همبندانش را روایت می‌کند که از جزیهٔ زندان خود می‌گریزند و به دزدان دریایی هند غربی تبدیل می‌شوند. این فیلم فلین را به یک ستارهٔ هالیوودی تبدیل کرد و برای الیویا د هاویلد در حالی که چهارمین نمکایش او بر روی پردهٔ نقره‌ای بود موفقیت بزرگی به همراه داشت و نام او را بر سر زبان‌ها انداخت. کاپیتان بلاد اولین فیلم از هشت فیلمی است که زوج سینمایی فلین و د هاویلند در آن به ایفای نقش پرداختند. همچنین در سال ۱۹۶۲ پسر ارول فلین، شان لزلی فلین نقش بلاد را در فیلم پسر کاپیتان بلاد بازی کرد.

## خلاصه داستان
فیلم در سال ۱۶۸۵ انگلستان روایت می‌شود جایی که یک دکتر ایرلندی به نام پیتر برای کمک به لرد گیلدوی که در شورش مونموث شرکت داشته دستگیر می‌شود. پیتر در حین انجام وظیفه به عنوان یک دکتر دستگیر و به خیانت علیه پادشاه جیمز دوم محکوم می‌شود که جزای آن اعدام است! البته پادشاه بنابر مشاوره‌ای تصمیم می‌گیرد که پیتر و دیگر شورشیان دستگیر شده را به هند غربی بفرستد تا به عنوان برده فروخته شوند.
در بندر پورت رویال پیتر توسط خواهرزادهٔ فرماندهٔ محلی خریداری می‌شود که آربلا نام دارد. آربلا زیبا و جذاب است و به طبع سرکش و گستاخ پیتر بلاد علاقمند می‌شود و سعی در کمک به او دارد. پیتر چندان از روش آربلا برای کمک خشنود نیست و به همین دلیل برای خود و دیگر زندانیان از جزیره نقشهٔ فراری طراحی می‌کند. نقشهٔ بلاد لو می‌رود اما پس از یورشی به پورت رویال او و برخی از همراهانش موفق به فرار می‌شوند تا بتوانند در ادامهٔ مسیر به عنوان دزد دریایی زندگی کنند. این دزدان دریایی به سرعت صاحب قدرت و شهرت می‌شوند تا جایی که در انتهای داستان به نجات بندر پورت رویال که مستعمرهٔ انگلیس است می‌شتابند و در جنگ با فرانسوی‌ها شرکت می‌کنند که این نبرد سرنوشت دزدان را مجدداً تغییر می‌دهد.

## تولید
تولید این فیلم را برادران وارنر بر عهده داشتند. کاپیتان بلاد اولین بار به عنوان یک فیلم صامت با نام شاهین دریا در سال ۱۹۲۳ تولید شده بود و پس از موفقیت دو فیلم جزیرهٔ گنج و کنت مون کریستو ژانر ماجراجویی را احیا کرد.

## موسیقی
موسیقی فیلم یک موسیقی هیجان‌انگیز و در عین حال رمانتیک است که در نوع و زمان خود برای یک فیلم صامت بسیار بدیع است. این موسیقی توسط آهنگسازی اتریسی به نام اریش ولفگانگ کورنگولد در سال ۱۹۳۵ ساخته شد. برادران وارنر از کورنگولد خواستند تا در خود فیلم نیز نقشی را برعهده بگیرد که البته وی نپذیرفت چراکه چنین فیلمی با محوریت دزدان دریایی خارج از حوزهٔ علاقمندی او بود و ترجیح داد تا در قامت آهنگساز اثر باقی بماند؛ هرچند کورنگولد بعداً با حضور در صحنهٔ فیلم‌برداری نظرش را تغییر داد. کورنگولد در طی سه هفته مجبور بود بیش از یک ساعت موسیقی سمفونیک بسازد. همین زیق وقت وی را مجبور کرد تا از آثار فرانتس لیست در بخشهایی از اثرش استفاده کند. استفادهٔ کورنگولد از آثار دیگران منجر شد تا او تنها به عنوان تنظیم موسیقی خود را لایق اعتبار اثر بداند. نامزدی موسیقی کاپیتان بلاد در جشنوارهٔ اسکار برای وی موفقیت بزرگی بود و همچنین او را به اولین آهنگسازی تبدیل کرد که با یک استدیوی فیلم‌سازی قرار داد همکاری امضاء می‌کند. موسیقی کاپیتان بلاد در کارنامهٔ هنری کورنگولد یک نقطهٔ عطف به حساب می‌آید.

## فیلم‌برداری
بخش عمده‍ای از فیلم در تابستان ۱۹۳۵ فیلم‌برداری شد. صحنه‌های فضای باز که شامل برخی از صحنه‌های اکشن فیلم است نیز در سواحل دریای کارائیب و کالیفرنیا فیلم‌برداری شده‌اند.

## جوایز
این فیلم کاندیدای ۵ اسکار (کاندیدای اسکار بهترین موسیقی-کاندیدای اسکار بهترین صدابرداری-کاندیدای اسکار بهترین فیلمنامه-کاندیدای اسکار بهترین کارگردانی-کاندیدای اسکار بهترین فیلم) در سال ۱۹۳۶ شد.

## بازیگران
- ارول فلین در نقش پیتر بلاد
- اولیویا دی هاویلند در نقش آرابلا بیشاپ
- لیونل اتویل در نقش سرهنگ بیشاپ
- بازیل رتبون در نقش لواسور
- راس الکساندر در نقش جرمی پیت، دوست و ناوبر بلاد
- گای کیبی در نقش هنری هاگتورپ، استاد توپچی
- هنری استیونسون در نقش لرد ویلوبی
- رابرت برت در نقش جان ولورستون
- هوبرت کاوانا در نقش دکتر برونسون
- دونالد میک در نقش دکتر واکر
- جسی رالف در نقش خانم بارلو
- فورستر هاروی در نقش هونستی ناتال
- فرانک مک‌گلین در نقش کشیش اوریا اوگل
- هولمز هربرت در نقش سروان گاردنر
- دیوید تورنس در نقش اندرو باینز
- ورنان استیل در نقش جیمز دوم، پادشاه انگلستان
- جی. کارول نایش
- هری کوردینگ
- لئونارد مودی
- ایوان سیمپسون
- ماری فوربس
- ای.ای. کلایو
- کالین کنی
- ماری کینل
- هالیول هوبس